# مضر بن نزار

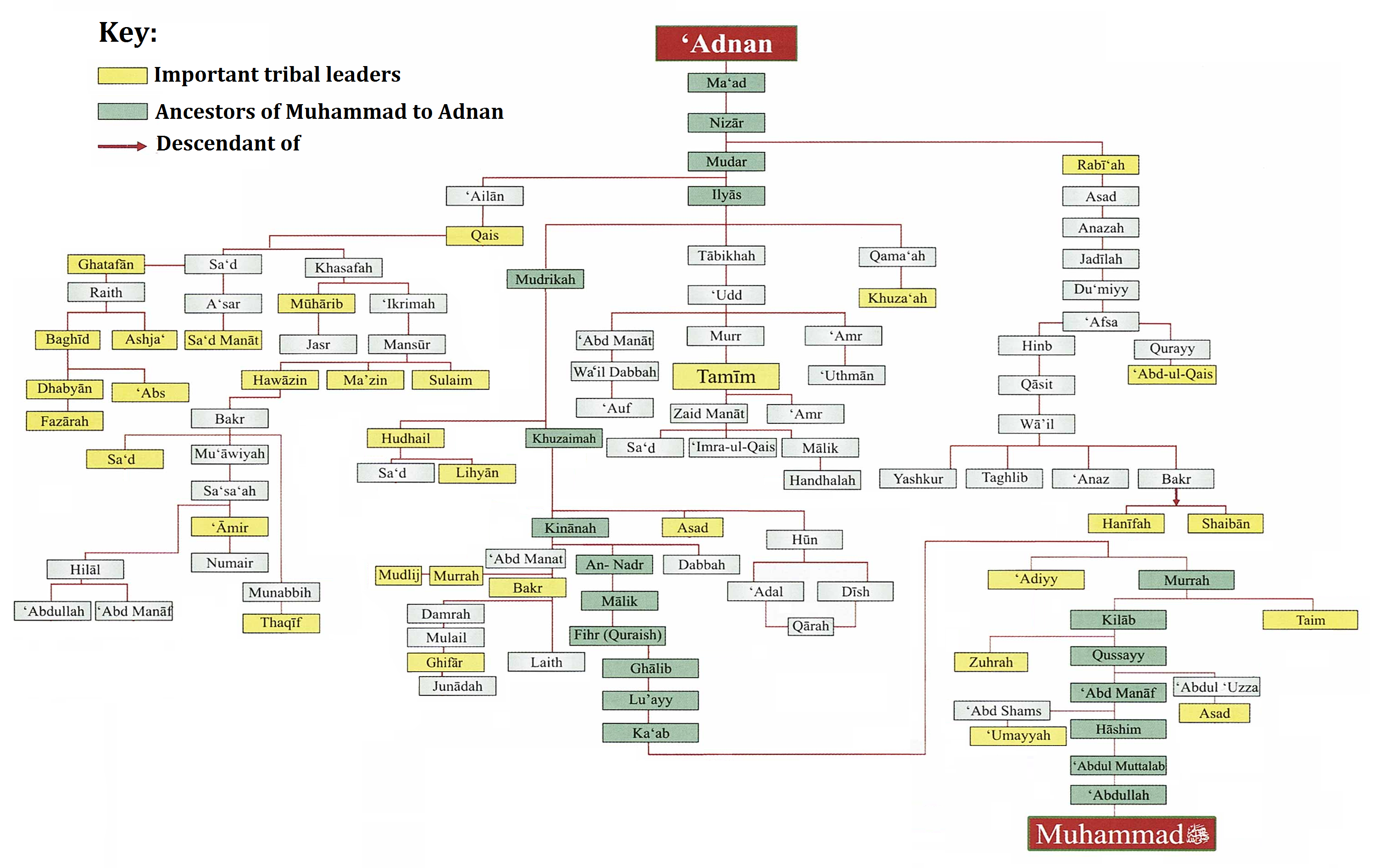
شجره‌نامه از عدنان تا محمد

مضر بن نزار (عربی: مضر بن نزار‎) جد سنتی و همنام قبیله مُضَر، یکی از دو شاخه اصلی گروه‌های قبیله‌ای عرب شمالی است. جد شاخه دیگر، برادر مضر موسوم به ربیعه بن نزار است.

## پیشینه
در روایت نسب محمد، پیامبر اسلام اینگونه آمده است که محمد بن عبدالله بن عبدالمطلب (که شیبه نام داشت)، بن هاشم (که عمرو نام داشت)، بن عبدمناف (که نامش المغیره بود)، بن قصی (که زید نام داشت)، بن کلاب، بن مره، بن کعب بن لؤی بن غالب، بن فهر، بن مالک، بن نضر بن کنانه بن خزیمه بن مدرکه (که نامش امیر بود)، بن الیاس، بن مضر، بن نزار، بن معد، بن عدنان، بن عود (یا اوداد)، .... بن قیدار، بن اسماعیل بن ابراهیم، خلیل‌الله.

## جد
به گفته نسب‌شناسان عرب، مضر بن نزار، بن معد، بن عدنان از سُودة بنت عکّ بن عدنان بود. او یک برادر تنی به نام ایاد و دو برادر ناتنی به نام‌های ربیعه (که نام خود را به دیگر گروه قبیله‌ای بزرگ داده بود) و انمار داشت.  داستان معروفی در مورد چگونگی تقسیم میراث برادران پس از مرگ پدرشان نقل شده است که در نتیجه آن، مضر لقب «سرخ» ( الحمرا ) را به دست آورد زیرا چادر قرمز پدرش را دریافت کرد. 
مضر در مکه ساکن شد و در الروحاء به خاک سپرده شد، جایی که مقبره او در قرن‌های بعد به زیارتگاه تبدیل شد.  مُضَر دو پسر داشت: الیاس (که به الیاس نیز معروف است) و عیلان الناس. الیاس از طریق پسرانش، جد بنی هذیل ، بنی اسد ، بنی تمیم و بنی کنانه بود - که شامل قریش ، قبیله محمد و خلفای اولیه می‌شود - در حالی که عیلان جد قبایل قیس بود. 
نام مضر و ربیعه در عربستان مرکزی در تاریخ‌های عربی دوره پیش از اسلام ثبت شده است؛ پادشاهان کنده عنوان «پادشاه معد (یا مضر) و ربیعه» و در درگیری‌ها با قبایل یمنی (عرب جنوبی) نقش داشتند. 